# Discografia di Loredana Errore
Questa pagina contiene la discografia della cantante italiana Loredana Errore.

## Album in studio
| Anno | Album | Posizione massima | Certificazioni |
| Anno | Album | ITA               | Certificazioni |
| --- | --- | ----------------- | -------------- |
| 2011 | L'errore - Pubblicato: 8 marzo 2011 - Etichetta: Sony Music - Formati: CD, Download digitale                   | 11                | —              |
| 2012 | Pioggia di comete - Pubblicato: 28 agosto 2012 - Etichetta: Sony Music - Formati: CD, Download digitale        | 4                 | —              |
| 2016 | Luce infinita - Pubblicato: 9 settembre 2016 - Etichetta: Isola degli Artisti - Formati: CD, Download digitale | 5                 | —              |
| 2020 | C'è vita - Pubblicato: 30 novembre 2020 - Etichetta: Azzurra Music - Formati: CD, Download digitale            | —                 | —              |
| 2022 | Stelle - Pubblicato: 28 ottobre 2022 - Etichetta: Azzurra Music - Formati: CD, Download digitale               | —                 | —              |
| Il simbolo "—" indica che l'album non è entrato in classifica in quel Paese e/o non ha ricevuto certificazioni. | |                   |                |

## Extended play
| Anno | Album | Classifiche | Certificazioni                       |
| Anno | Album | ITA         | Certificazioni                       |
| --- | --- | ----------- | ------------------------------------ |
| 2010 | Ragazza occhi cielo - Pubblicato: 19 marzo 2010 - Etichetta: Sony Music - Formati: CD, Download digitale | 3           | - Italia: Platino - Vendite: 70.000+ |
| Il simbolo "—" indica che l'ep non è entrato in classifica in quel Paese e/o non ha ricevuto certificazioni. | |             |                                      |

## Singoli
| Anno | Titolo                       | Classifiche | Certificazioni | Album di provenienza |
| Anno | Titolo                       | ITA         | Certificazioni | Album di provenienza |
| ---- | ---------------------------- | ----------- | -------------- | -------------------- |
| 2010 | Ragazza occhi cielo          | 3           | ITA: Oro       | Ragazza occhi cielo  |
| 2010 | L'ho visto prima io          | 92          | —              | Ragazza occhi cielo  |
| 2010 | Oggi tocchi a me             | —           | —              | Ragazza occhi cielo  |
| 2011 | Il muro                      | 20          | —              | L'errore             |
| 2011 | Cattiva feat. Loredana Bertè | 38          | —              | L'errore             |
| 2011 | Che bel sogno che ho fatto   | —           | —              | L'errore             |
| 2012 | Una pioggia di comete        | 44          | —              | Pioggia di comete    |
| 2012 | Ti sposerò                   | —           | —              | Pioggia di comete    |
| 2013 | L'uomo e la bestia           | —           | —              | Pioggia di comete    |
| 2016 | Nuovi giorni da vivere       | 88          | —              | Luce infinita        |
| 2020 | 100 Vite                     | —           | —              | C'è vita             |
| 2020 | È la vita che conta          | —           | —              | C'è vita             |
| 2020 | Torniamo a casa              | —           | —              | C'è vita             |
| 2021 | Non c'è pericolo             | —           | —              | —                    |
| 2022 | Hai delle isole negli occhi  | —           | —              | Stelle               |

## Video musicali
- 2010 - L'ho visto prima io
- 2011 - Il muro
- 2011 - Che bel sogno che ho fatto
- 2012 - Ti sposerò
- 2016 - Nuovi giorni da vivere
- 2020 - 100 Vite
- 2020 - È la vita che conta
- 2020 - Torniamo a casa
- 2021 - Non c'è pericolo

## Partecipazioni
Di seguito sono riportati gli album e le compilation dove è stato inserito almeno un brano della cantante.
Collaborazioni
- 2010 - Cellule (Per rinascere basta un attimo) di I Ragazzi di Amici (con gli altri 12 cantanti di Amici 9) - Ed. Emergency Music[7][8]
- 2011 - Cattiva feat. Loredana Bertè

Compilation
- 2009 - Master of Music (Sanremo Rock) con Lame
- 2009 - Sfida con La voce delle stelle e Ti amo
- 2010 - 9 con Ragazza occhi cielo (accreditata solo come Loredana)
- 2010 - Radio Italia Top 2010 con Ragazza occhi cielo
- 2010 - Radio Italia Love 2012 con Ti amo
- 2012 - Radio Italia Hits con Una pioggia di comete